# Manuela Rüf
Manuela Rüf (11 giugno 1966) è un'ex sciatrice alpina austriaca, vincitrice della Coppa Europa nel 1986.

## Biografia
Sciatrice polivalente originaria di Bregenz, la Rüf debuttò in campo internazionale in occasione dei Mondiali juniores di Sestriere 1983 e vinse la Coppa Europa nella stagione 1985-1986, quando fu anche 2ª nella classifica di slalom gigante e 4ª in quella di slalom speciale; il 5 dicembre 1986 ottenne il primo piazzamento in Coppa del Mondo, a Waterville Valley in slalom speciale (11ª), e in quella stessa stagione 1986-1987 in Coppa Europa fu 2ª nelle classifiche generale e di slalom gigante e 5ª in quelle di supergigante e di slalom speciale. In Coppa del Mondo ottenne il miglior risultato il 26 novembre 1987 a Sestriere in slalom speciale (7ª) e l'ultimo piazzamento il 19 dicembre successivo a Piancavallo nella medesima specialità (14ª), ultimo risultato della sua carriera; non prese parte a rassegne olimpiche né ottenne piazzamenti ai Campionati mondiali.

## Palmarès

### Coppa del Mondo
- Miglior piazzamento in classifica generale: 47ª nel 1988

### Coppa Europa
- Vincitrice della Coppa Europa nel 1986